# To the Custody of the Father
To the Custody of the Father è un cortometraggio muto del 1908 diretto da Theo Bouwmeester (Theo Frenkel).

## Trama
Una cameriera rapisce il bambino di un divorziato per portarlo alla madre.

## Produzione
Il film fu prodotto dalla Hepworth.

## Distribuzione
Distribuito dalla Hepworth, il film - un cortometraggio di 137 metri - uscì nelle sale cinematografiche britanniche nel dicembre 1908.
Si conoscono pochi dati del film che, prodotto dalla Hepworth, fu distrutto nel 1924 dallo stesso produttore, Cecil M. Hepworth. Fallito, in gravissime difficoltà finanziarie, il produttore pensò in questo modo di poter almeno recuperare il nitrato d'argento della pellicola.